# Кухаренко Євгеній Іванович
Кухаре́нко Євге́ній Іва́нович — кандидат медичних наук, заслужений лікар України (1980), головний хірург та завідувач хірургічного відділення клінічної лікарні «Феофанія» Четвертого Головного управління при Міністерстві охорони здоров'я УРСР (1975—1993 рр.). Сьогодні — клінічна лікарня «Феофанія» ДУС України. Один з кращих учнів професора О. О. Шалімова. Коллеги-соратники по аспірантурі і науковій діяльності: В. С. Земсков, С. О. Шалімов, В. Ф. Саєнко, І. І. Сухарев, В. М. Полупан, С.К.Терновий.

## Про особистість
Як лікар Кухаренко Є. І. користувався беззаперечним авторитетом в хірургії. Майстерно виконував найскладніші абдомінальні операції. Колеги визнали його кращим хірургром-діагностом Києва. Знайомі з Євгенієм Івановичем особисто лікарі і пацієнти погоджувалися, що ця здібна людина заслуговує вищої посади і визнання. Однак він сам від подібних ідей відмовлявся, мотивуючи це любов'ю до великої хірургії, роботи руками. І тому працював завідувачем відділення до кінця життя, що обірвалося на 56 році у зв'язку із тяжкою хворобою.

## Біографія
Народився в селищі міського типу Штерівка Луганської області УРСР в родині місцевого керівника підрозділу вугільно-видобувного підприємства. Мати — уродженка Чернігівщини. Закінчив середню школу з відзнакою, потім Харківський державний медичний інститут з червоним дипломом та отримав спеціалізацію лікаря-хірурга загального профілю.
За власним бажанням відпрацював 3 роки в казахстанській глибинці, відмовившись від рекомендації вступити до аспірантури ХДМІ по хірургії.
Повернувшись на батьківщину, був прийнятий на роботу до Харківського науково-дослідного інституту загальної і невідкладної хірургії.
Як здобувач наукового ступеню написав за 2 роки написав і захистив дисертацію «Порівняльна оцінка основних способів пластики штучного стравоходу тонким і товстим кишківником». Отримав науковий ступінь кандидата медичних наук (1971 р.).
Науковий керівник: О. О. Шалімов.
Працював на кафедрі торако-абдомінальної хірургії Харківської медичної академії післядипломної освіти, отримав звання доцента.
1973 року нагороджений знаком «Відмінник хорони здоров'я».
В 1975 році, Кухаренко Є. І., відповідно до наказу Міністерства охорони здоров'я УРСР за рекомендацією свого наукового керівника, направлено до Києва на посаду завідувача хірургічного відділення клінічної лікарні «Феофанія» Четвертого Головного Управління МОЗ УРСР. Також він став головним хірургом клінічної лікарні «Феофанія».
1980 року одержав почесне звання «Заслужений лікар Української РСР».
З 1983 року член Всесоюзного наукового товариства хірургів.
1986 року нагороджений орденом Дружби народів;
1986 року нагороджений медаллю «Ветеран праці УРСР».
Брав участь у ліквідації наслідків аварії на ЧАЕС.
Нагороджений медаллю ліквідатора (1992 р.).
В 90х роках працював над докторською дисертацією, що включала клінічні і генетичні дослідження онкологічної патології травної системи.

## Наукові публікації
1. Кухаренко Е. И. Сравнительная оценка основных способов пластики искусственного пищевода тонким и толстым кишечником. Автореф. дисс. канд мед. наук. Харьков, 1970;[4]
2. Достижения в хирургическом лечении злокачественных опухолей пищевода на Украинне за годы Советской власти / Е. И. Кухаренко, А. А. Шалимов, А. Г. Винниченко [Архівовано 16 лютого 2020 у Wayback Machine.] // Клиническая хирургия. 1967. № 12 — С. 1-6;[5]
3. Новый способ повышения жизнеспособности тощей кишки, мобилизируемой для эзофагопластики по способу Ру-Герцена[ru] / Е. И. Кухаренко, А. Г. Винниченко // Сборник научных работ по рационализации и изобретениям в терапевтической и хирургической практике. — Харьков: 1970. — Випуск 1. — С. 26-31;
4. Оценка тонкого и правой половины толстого кишечника, как пластического материала приминительно к эзофагопластике / Е. И. Кухаренко, А. Г. Винниченко, // Сборник научных работ молодых ученых института ХНДИ общей и неотложной хирургии. — Харьков: 1970. — С.116-119;
5. Кухаренко Е. И. О профилактике некзоров тощей кишки, функционирующей в качестве искусственного пищевода / Е. И. Кухаренко // Актуальные вопросы общей и неотложной хирургии. — К.: 1970. — № 1. — С. 182—183.
6. Диагностика малых раков желудка (Методические рекомендации) / П. И. Пасечник, А. М. Крейдич, Е. И. Кухаренко, И. В. Даценко, Г. А. Яцюта. Ответственный за издание член-корр. АН УССР, проф. К. С. Терновой [Архівовано 25 серпня 2018 у Wayback Machine.]// Четвертое Главное Управление МОЗ УССР. — К.: Радомышль райтипрография, 1980;
7. О задачах диспансерного наблюдения при холецистите // Е. И. Кухаренко, В. М. Балануца, В. С. Москаленко, В. В. Сухоносов, А. И. Иваненко // Тезисы докладов научно-практической кеонференции. Профилактика, диагностика и лечение неотложных состояний. 2-3 июля 1977. — К.: «Здоровье», С. 149—151;
8. Тонкокишечная эзофагопластика при рубцевых сужениях и после резекции пищевода по поводу рака / Е. И. Кухаренко, В. П. Далавурак, А.А, Сергиенко, А. Г. Винниченко // Хирургия органов пищеварения. «Здоровье», Киев — № 4. — 1975. — С. 26-29;
9. Тезисы докладов республиканской конференции. К вопросу о декомпрессии желудка после эзофагопластики / Е. И. Кухаренко, В. С. Москаленко, Г. А. Яцута // Восстановителлная хирургия органов пищеварительного тракта. Киев, 19-20 января 1978 г. — С. 59-60;
10. Диагностика основных локализаций злокачественных опухолей (Методические рекомендации) / О. И. Дущенко (рак тела матки, яичников), Р. И. Егорова (рак кожи), кандидат меднаук Е. И. Кухаренко (рак пищевода), Г. М. Майструк (рак почек и лоханок), В. С. Москаленко (рак желчного пузыря и ж. путей), Г. П. Моцная (рак шейки матки), Е. А. Нежельская (рак гортани), Ф. И. Пионтковский (рак прямой кишки), кандидат меднаук Л. Г. Плужников (рак предст.железы, мочевого пузыря и нар.половых органов), кандидат меднаук А. Е. Руденко (опухоли головного и спинного мозга), А. Г. Олофинская (рак молочной железы), доктор меднаук Н. Ф. Скопиченко [Архівовано 7 березня 2022 у Wayback Machine.] (рак легкого, желудка, поджел. железы, толстой кишки, первичн. рак печени). Ответственные за издание профессор С. К. Терновой [Архівовано 25 серпня 2018 у Wayback Machine.] и д.м.н. Н. Ф. Скопиченко // Четвертое Главное Управление МОЗ УССР. — К.: Радомышль райтипрография, 1976. — 60 с;
11. Хирургическая тактика при полипозе желудка и толстой кишки / Е. И. Кухаренко, Г. А. Яцута // Материалы второй научно-практичной конференции. Четвертое Главное Управление при МОЗ Грузинской ССР. — Боржоми-Ликани: 1979, С.104-106;
12. Кухаренко Е. И. О причинах растройств кровообращения в тонкокишечных трансплантатах при пластике пищевода / Е. И. Кухаренко // Клиническая хирургия. 1970. — № 4. — С. 35-40;[6]
13. Тезисы докладов республиканской конференции. К вопросу диагностики острых оклюзий сосудов нижних конечностей / Е. И. Кухаренко, В. С. Москаленко, Г. Г. Бабич // Острая патология магистральных сосудов, Ивано-Франковск, 28-29 сентября 1978 г. — К.: 1978. — С. 69 — 70;
14. Консервативное лечение больных с облитерирующим атеросклерозом артерий нижних конечностей в стадии декомпенсации // В. С. Москаленко, Е. И. Кухаренко // Тезисы докладов научно-практической кеонференции. Профилактика, диагностика и лечение неотложных состояний. 2-3 июля 1977. — К.: «Здоровье», С. 158—160;
15. Клинико-рентгенологическое изучение морфологии и функции искусственного пищевода / А. Винниченко, Г. Григорян, В. Далавурак, Е. Кухаренко // Сборник научных работ по клинической патофизиологии и биохимии. Украинский институт усовершенствования врачей. — Харьков: 1970. — С. 179—182;
16. Рациональная терапия гнойных ран / Е. И. Кухаренко, В. С. Москаленко // Профилактика гнойной инфекции в хирургии. МОЗ УССР. — Хмельницкий: 1977. — С. 71-72;
17. Некоторые особенности инфузионной терапии больных после эзофагопластики / Е. И. Кухаренко, А. Г. Винниченко, Ю. И. Винников / Общая и неотложная хирургия. Предоперационная подготовка, послеоперационный период // «Здоровье», Киев — № 4. — 1973. — С. 153—155;
18. О ведении послеоперационного периода у больных после пластики пищевода / А. Винниченко, Е. Кухаренко, А. Дикий // Сборник научных работ по клинической патофизиологии и биохимии. Украинский институт усовершенствования врачей. — Харьков: 1970. — С. 30-33.
19. Intr-abdominal hernias simulating nonorganic retroperitoneal tumors / Kukharenko EI, Koren'kov PP, Pasechnik PI./ Klin Khir. 1980 Feb;(2):38.[7]
20. Serotonin metabolism in ulcer disease /Gubskiĭ VI, Dalavurak VP, Eloev VA, Kukharenko EI. / Vrach Delo. 1976 Mar;(3):78-81.[8]

## Хобі й переконання
Кумир в професії — Сергій Сергійович Юдін.
Хобі: риболовля, шахи, різьблення по дереву, важка атлетика (штанга).
Цікавився палеоантропологією, еволюційною біологією. Написав книгу «Роздуми про людину. Розвиток людства в образах еволюції» (ориг. назва рос. «Размышления о человеке. Развитие человечества в образах эволюдции» 1994 г.).
Схилявся до ідей гуманізму та космополітизму.
Вважав неприйнятним для себе полювання на тварин (по-суті, вбивство слабшого заради розваги).
З цих міркувань також вважав неприйнятним бути власником вогнепальної мисливської зброї.